# Сушица (Македонски Брод)
Сушица (мкд. Сушица) је насеље у Северној Македонији, у средишњем делу државе. Сушица припада општини Македонски Брод.

## Географија
Насеље Сушица је смештено у средишњем делу Северне Македоније. Од седишта општине, градића Македонски Брод, насеље је удаљено 45 km северно.
Рељеф: Сушица се налази у области Порече, која обухвата средишњи део слика реке Треске. Дато подручје је изразито планинско. Насеље је положено високо, на југоисточним висијама Суве Горе. Надморска висина насеља је приближно 960 метара.
Клима у насељу је планинска због знатне надморске висине.

## Историја
Почетком 20. века, као и Порече, становништво Сушице је било наклоњено српској народној замисли, па се месно становништво у изјашњавало Србима.
По подацима секретара Бугарске егзархије из 1905. године, село је у целини српско, односно, у селу живи 320 Срба, верника Цариградске патријаршије..

## Становништво
По попису становништва из 2002. године Сушица је имала 13 становника.
Претежно становништво у насељу су етнички Македонци (92% према последњем попису), а остало су Срби.
Већинска вероисповест у насељу је православље.

## Збирка слика
- Поглед на Сушицу
- Сеоска црква
- Стара кућа у Сушици
- Старо гробље